# 임성규 (1939년)
임성규(林聲奎, 1939년 9월 28일 ~ 2012년 11월 10일)는 대한민국의 정치인이다. 제3·4·5대 충청남도 논산시장이다. 본관은 나주이며, 충청남도 논산 출신이다. 종교는 천주교이며, 세례명은 바오로이다.

## 학력
- 논산부창초등학교 졸업
- 논산중학교 졸업
- 강경상업고등학교 졸업
- 고려대학교 행정학과 학사 졸업
- 충남대학교 행정대학원 행정학 석사 졸업

## 경력
- 1965 ~ 1970년 과학기술처 원자력연구소 방사선생화학실 연구원
- 1991.04 ~ 1995.06 제1대 충청남도 논산군의회 의장
- 1998.07 ~ 2001.03 제6대 충청남도의회 의원
- 2001.04 ~ 2002년 6월 제3대 충청남도 논산시장
- 2002.07 ~ 2006년 6월 제4대 충청남도 논산시장
- 2006.07 ~ 2010년 6월 제5대 충청남도 논산시장

## 역대 선거 결과
|  | 27.7% |

|  | 50.49% |

|  | 49.0% |

|  | 72.32% |

|  | 51.05% |